# Coit interromput
El coit interromput,  també conegut com a retirada, marxa arrere o per la locució llatina científica coitus interruptus és una variant del coit, que tot i no ser un mètode de contracepció s'utilitza com a tal. És la variació en la qual durant les relacions heterosexuals, l'home retira el penis abans d'ejacular. El semen es dispersa, suposadament, fora de la vagina.

Com a mètode anticonceptiu és poc fiable. Fracassa en el 15-40% dels casos, «a més, pot generar insatisfacció sexual en la parella i crear certs problemes psicològics.» Fracassa entre altres coses perquè no es pot garantir que el líquid preejaculatori no contingui cap espermatozoide, i perquè l'home no sempre té prou autocontrol per a poder contenir-se a temps. Aquesta pràctica com a mètode d'anticoncepció és un dels més antics, ja mencionat i prohibit a la Bíblia com el pecat d'Onan. Encara era usat per uns 38 milions de parelles en tot el món el 1991. Encara el 2001, 5% o més d'un milió d'espanyols usen mètodes anticonceptius poc segurs.
Mentre les esglésies protestants van començar a treure la prohibició d'actes sexuals no procreadors des del 1930, l'església catòlica persisteix en la seva ofensiva antisexual. Malgrat l'escassa fiabilitat del mètode, l'encíclica Humanae Vitae de Giovanni Battista Montini (papa Pau VI) del 1968 va reiterar la condemna del coit interromput. Com a arguments dona la història d'Onan del Gènesi i texts dels primers segles del cristianisme, força influenciats pel gnosticisme antisexual, tal com Climent d'Alexandria, que va escriure el 195: «Per causa de la seva institució divina per a la propagació de l'home, el semen no ha d'ejacular-se en va, ni malmetre's ni malgastar-se.». El paràgraf 2370 del Catecisme romà estipula que qualsevol acte en el comerç conjugal que impedeixi la procreació és «intrínsecament dolent».